# Đại sự
Đại sự (tiếng Phạn: Mahāvastu) là một tài liệu của bộ phái Lokottaravāda, được mô tả chính nó như là một  tài liệu lịch sử cho các giới luật Phật giáo (vinaya). Hơn một nửa nội dung của tài liệu này bao gồm các câu chuyện Jātaka và Avadāna, những câu chuyện kể về những tiền kiếp của Đức Phật và các vị Bồ tát khác.
Mahāvastu bao gồm các đoạn văn xuôi và thơ được viết bằng tiếng Phạn, Pali và Prakrit hỗn hợp, được cho là đã được biên soạn giữa thế kỷ thứ 2 trước Công nguyên và thế kỷ thứ 4 sau Công nguyên.

## Những tương đồng với kinh điển Pali
Các câu chuyện Jātaka của Mahāvastu tương tự như các câu chuyện trong Kinh điển Pali mặc dù tồn tại những khác biệt đáng kể về chi tiết. Các phần khác của Mahāvastu có nhiều điểm tương đồng trực tiếp hơn với kinh điển Pali bao gồm từ Digha Nikaya (Kinh Đại Điển-tôn, Mahāgovinda Sutta, DN 19), Majjhima Nikaya (Kinh Thánh cầu, Ariyapariyesana Sutta, MN 26,  và Ðại kinh Saccaka, Mahasaccaka Sutta. MN 36), Kinh Tiểu tụng (Khuddakapātha), Kinh Pháp cú (Dhammapada; ch. 8, Phẩm Ngàn Sahassa Vagga ; và, ch. 25, Phẩm Tỳ-kheo Bhikkhu Vagga), Kinh Tập (Sutta Nipata; Sn 1.3, Kinh Tê giác Khaggavisāṇa Sutta; Sn 3.1, Kinh Xuất gia Pabbajjā Sutta; và, Sn 3.2, Kinh Tinh tấn Padhāna Sutta), Chuyện Thiên cung (Vimanavatthu) và Phật sử (Buddhavaṃsa).

## Đề tài Đại thừa
Mahāvastu được coi là nguồn chính cho khái niệm về một vị Phật siêu việt (sa. lokottara), chung cho tất cả các trường phái Mahāsāṃghika. Theo Mahāvastu, trải qua nhiều kiếp Đức Phật từng sinh ra, nhưng dẫn đã phát triển những khả năng siêu phàm như không cần ngủ, thức ăn, thuốc men hay tắm rửa, mặc dù vẫn tham gia vào việc "phù hợp với thế giới"; toàn tri; và khả năng "triệt tiêu nghiệp chướng".